# Oficinas de la Compañía de Tharsis
Las oficinas de la Compañía de Tharsis son un edificio de carácter histórico que se encuentra situado en el municipio español de Alosno, en la provincia de Huelva. Fue construido a comienzos del siglo XX para acoger las oficinas administrativas de la Tharsis Sulphur and Copper Company Limited, empresa de capital británico que explotaba las minas de la comarca. Las oficinas forman parte del conjunto arquitectónico del Pueblo Nuevo de Tharsis.
Desde 2014 el edificio está inscrito en el Catálogo General del Patrimonio Histórico Andaluz y cuenta con la catalogación de Bien de Interés Cultural.

## Historia
En 1913 la Tharsis Sulphur and Copper Company Limited construyó un núcleo residencial para el «staff» británico que trabajaba en las explotaciones mineras de la zona, el Pueblo Nuevo de Tharsis. Dentro de este recinto se levantaron las oficinas de la compañía, un edificio de carácter administrativo que fue concebido con el fin de albergar el «gobierno» de las minas. La fachada principal del edificio destaca por poseer un porche formado por pilastras metálicas, al tiempo que mantiene la estética característica de la arquitectura británica de principios del siglo XX presente en toda la zona. En su entrada se levantó una fuente. A finales de la década de 1970 la Compañía Española de Minas de Tharsis se hizo cargo de las instalaciones, que las mantuvo en uso hasta mediados de la década de 1990.